# دیفنیل‌مرکوری
دیفنیل‌مرکوری (به انگلیسی: Diphenylmercury) با فرمول شیمیایی C۱۲H۱۰Hg یک ترکیب شیمیایی است. 